# Arshia Mosadeghi
Arshia Mosadeghi (persisch ارشیا مصدقی; * 17. Mai 2005) ist ein iranischer Leichtathlet, der sich auf den Stabhochsprung spezialisiert hat.

## Sportliche Laufbahn
Erste internationale Erfahrungen sammelte Arshia Mosadeghi im Jahr 2022, als er bei den U18-Asienmeisterschaften in Kuwait mit übersprungenen 5,00 m die Silbermedaille im Stabhochsprung gewann. Im Jahr darauf gelangte er bei den Hallenasienmeisterschaften in Astana mit derselben Höhe auf Rang sechs. Auch bei den U20-Asienmeisterschaften im Juni in Yecheon wurde er mit 4,80 m Sechster. 2024 belegte er bei den Hallenasienmeisterschaften in Teheran mit 4,80 m den achten Platz und im April gelangte er bei den U20-Asienmeisterschaften in Dubai mit 4,80 m auf Rang sechs.
In den Jahren 2022 und 2023 wurde Mosadeghi iranischer Meister im Stabhochsprung im Freien sowie 2024 in der Halle.